# Флорімон де Ремон
Флорімон де Ремон (нар. 1540 в Ажені – пом. 17 листопада 1601 в Бордо) — французький правник, королівський радник парламентського суду Бордо, контрреформатор та історик доби гуманізму. Був членом парламенту в Бордо. Автор багатотомної історії Франції з католицького погляду.

## Біографія
Де Ремон походив зі старовинної дворянської родини з регіону Тулуза. Його батьком був Робер I де Ремон, 2-й сеньйор де Сюке (помер 1605 року), а матір'ю — Марія де Сен-Жіліс. У подружжя було троє синів і дочка. Флорімон навчався в різних університетах свого регіону і в юності зіткнувся з дедалі більшої кількістю послідовників кальвінізму.
Де Ремон був учнем П'єра де ла Раме, протестантського новонаверненого, якого вбили під час різанини у ніч Святого Варфоломія. Він був другом Мішеля де Монтеня та Блеза де Монлюка. З 1570 року де Ремон став палким апологетом католицької церкви. Коли Монтень пішов у відставку, позбувшись своїх адміністративних обов'язків, де Ремон обійняв його посаду в Парламенті (суді) міста Бордо. Будучи суддею в Бордо, його звинувачували в антипротестантських поглядах. Флорімон де Ремон був одним із провідних інтелектуалів міста.
У літературному плані він брав активну участь у релігійному конфлікті другої половини XVI століття. Його головною працею стала «Історія народження, прогресу та декадансу єресі цього століття», яка, однак, була опублікована лише посмертно в Парижі в 1605 році. Працю було перекладено різними мовами, включаючи латину, німецьку та голландську.
Де Ремон був одружений з Катеріною де Ростегі де Ланкр, сестрою П'єра де Ростегі де Ланкр (1553—1631) та дочкою Етьєна де Ростегі (пом. 1563), королівського радника та сеньйора де Ланкр. У де Ремона та його дружини було три дочки та троє синів.

## Твори
- L'Antichrist. Lyon 1597 books.google
- L'anti-Christ et l'anti-Papesse. L'Agellier, 1599
- L'anti-Papesse, ou erreur populaire de la papesse Jeanne. Jean de la Rivière, 1613 books.google
- Synopsis omnium hujus temporis controversiarum tam inter Lutheranos, Calvinistas quam alios plurimos. sumpt. J. A. Kinchii, 1655
- Histoire de la naissance, progrès et décadence de l'hérésie de ce siècle. Cailloüet, 1623